# Ekonomika

Státy podle HDP na obyvatele (2014)

Ekonomika (hospodářství) je shrnutí hospodaření určitého subjektu, například státu, organizace nebo jednotlivce. Věda, která zkoumá finanční chování subjektů, jež se ekonomicky projevují, se nazývá ekonomie. Ekonomické i politické zprávy, nejnovější události, novinky ze světa byznysu, financí, burzovních zpráv a kurzů měn. Pojem ekonomika může mít tyto významy:[zdroj⁠?!]
- hospodářství: nadnárodní, národní či podnikové,
- hospodaření: ekonomické činnosti, jako je plánování, organizace, výroba, prodej či investování,
- hospodárnost: využití dostupných prostředků ekonomickými subjekty tak, aby bylo dosaženo minimálních nákladů a zároveň maximálního možného zisku.

V ekonomice lze rozpoznat děje jako výrobu, přerozdělování, směnu a spotřebu statků a služeb.

## Ekonomické subjekty
Ekonomickými subjekty se myslí celkem 5 agregovaných (sdružených) sektorů, které na sebe vzájemně působí v (povětšinou) tržním prostředí. Konkrétně domácnosti, firmy, vláda, finanční systém, zahraničí. Jejich cíle a rozhodování jsou různé a v ekonomice zastávají rozdílné role (pracují, generují zisk apod.). První dva subjekty, které dohromady tvoří tzv. jednoduchý národohospodářský koloběh, jsou domácnosti a firmy.

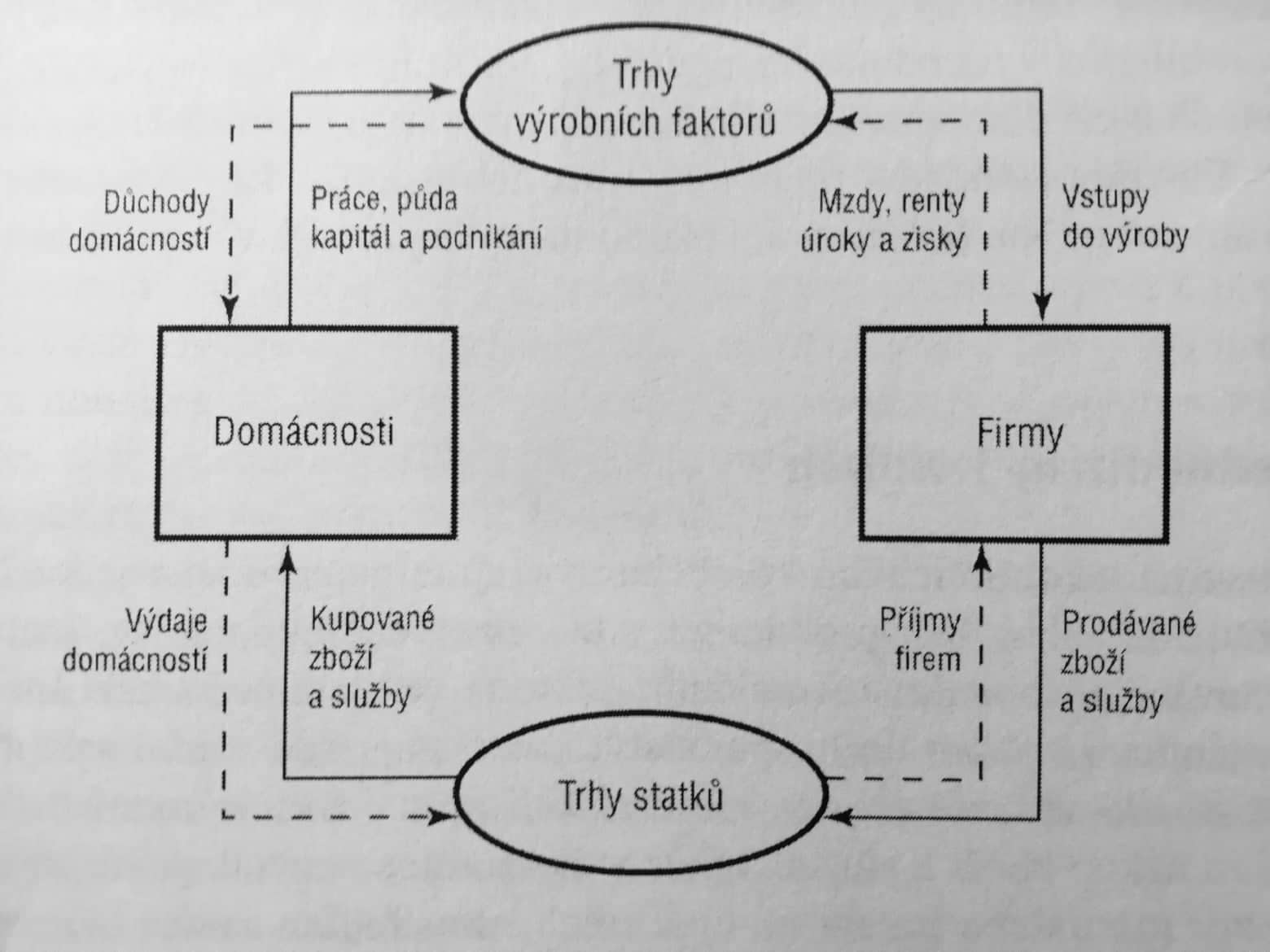
Jednoduchý národohospodářský koloběh (obr. 1)

- Domácnosti (Households) –⁠ Tento subjekt je tvořen jednotlivci a jejich domácnostmi. V tržní ekonomice (typické i pro Českou republiku) platí, že společně s firmami drží největší část tzv. výrobních faktorů (práce, půdy, kapitálu atd.). Výrobní faktory pak pronajímají firmám, jež je nutně potřebují ke svému fungování. Příjmem za tento pronájem je většinou mzda (za práci), podíl na výnosu, dividendy (z půdy či kapitálové investice). Čili obecně důchod (souhrnné příjmy všech domácností v ekonomice země se pak nazývá tzv. národní důchod) Cílem domácností je uspokojení svých potřeb pomocí svého důchodu.
- Firmy (Corporations) –⁠ Firmy pomocí pronajatých výrobních faktorů generují zboží a služby. Ty si za zisky (utržené nakládáním se svými výrobními faktory) kupují domácnosti. Důležité jsou firmy i proto, že vytváří fyzické tzv. kapitálové statky,[1] tj. výrobní stroje, linky nebo např. budovy. Další firmy a podniky si tyto statky kupují a rozšiřují tak svoje výrobní kapacity. Firmy si snaží o maximalizaci svého zisku z prodaných výrobků a služeb. Musí si tedy držet pozici na trhu svého zaměření a expandovat.[2] Obecně jde z textu vyvodit, že domácnosti a firmy spolu v jednoduchém národohospodářském koloběhu (viz obr. 1).

Tento model ekonomiky lze označit jako tzv. uzavřený –⁠ nijak ho neovlivňuje ani vláda, finanční systém či zahraničí. V podmínkách dnešního fungování světa ale není moc pravděpodobné, že by takováto ekonomika mohla existovat delší dobu. 
Zapojíme-li do tohoto koloběhu i vládní sektor, vytvoříme o něco realističtější model.

Rozšířený národohospodářský koloběh (obr. 2)

- Vláda (Government) –⁠ Vláda je souhrnný pojem zahrnující, např. jednotlivé správní orgány, státní či veřejné organizace, atd. Je dalším subjektem ekonomiky, který vytváří a poskytuje služby a do jisté míry i zboží. Mezi hlavní služby, které poskytuje patří zdravotní péči, vzdělání, vymáhání práva, zajišťování bezpečnosti občanů apod. Ke svým činnostem ovšem potřebuje finance, které získává výběrem daní od jednotlivců (domácností) a firem. Díky výběru daní se může angažovat ve výše zmíněných oblastech, v nichž by se soukromé firmy či jednotlivci angažovat nemohli, protože nejsou dostatečné ziskové.Rozšířený národohospodářský koloběh (obr. 2)I vládní sektor se angažuje na trhu s výrobními faktory a zaměstnává členy domácností. Na trhu zboží a služeb pak získává produkty a služby vyrobené respektive poskytované firmami. Další velmi důležitou a výlučnou funkcí vlády je nastavování legislativních pravidel, kterými stanovuje podmínky a pravidla chování ostatních ekonomických subjektů na trhu.[2]

Po zahrnutí zbývajících ekonomických subjektů dostaneme tzv. rozšířený národohospodářský koloběh (viz obr. 2). Ten počítá s tím, že v ekonomice vznikají úspory. Domácnosti, firmy a vláda zkrátka neutratí vždycky všechny své příjmy. I proto existuje finanční sektor:

- Finanční sektor (Financial market) –⁠ Označuje firmy, které se pohybují v oblasti finančního zprostředkovávání. V podstatě se jedná o sektor poskytující služby v rámci finančnictví. Konkrétně jde o pojišťovny, spořitelny, banky, investiční společnosti a další. Jeho služeb využívají domácnosti, firmy i vláda. Je naprosto zásadní pro fungování tržní ekonomiky, protože se skrz něj přesouvají úspory domácností, firem, vlády i zahraničí k subjektům, jež je mohou využít k navýšení zisku. Produkuje tedy investice, půjčky atd. Cílem finančního sektoru je podobně jako u firem co nejvyšší zisk. Dosahují ho ale ne díky výrobě zboží, ale propůjčováním (popř. investováním) finančního kapitálu za úrok. Žádné fyzické zboží tedy neprodukuje.[2]

Za podmínky, že je ekonomika státu přístupná okolnímu světu, se do ekonomického koloběhu zapojuje i zahraničí.
- Zahraničí (Foreign) –⁠  Zahraničím se v ekonomii rozumí všichni aktéři na trhu, kteří nesídlí v dané zemi, ať už se jedná o občany cizích státu, firmy, či vlády cizích zemí. Všichni tito aktéři vystupují na trhu v obdobných rolích jako aktéři domácí. Díky rozdílným podmínkám ve svých domácích zemích mohou být oproti domácím aktérům ve výhodě či naopak v nevýhodě v závislosti na jejich relativních podmínkách. Příjmy pro domácí ekonomiku pak tvoří zisky domácích firem z prodejů v zahraničí a investice zahraničních podniků na území státu. Naopak ztráty odpovídají hodnotě statků a služeb dovezených a poskytnutých ze zahraničí. Rozdíl dovezených statků a služeb od vyvezených statků a služeb se označuje jako čistý export, nebo také obchodní bilance. Jestliže je takto získaná suma záporná, hovoříme o obchodním deficitu.  Stejně tak rozdíl investic zahraničních firem v domácí zemi od investic domácích firem v zahraničí se označuje jako čisté zahraničí investice.[3]

Rozšířený koloběh zjednodušeně vyjadřuje chod dnešní kapitalistické ekonomiky západního střihu. Domácnosti v něm obchodují se svými výrobními faktory na trhu s firmami, z něhož jim plynou příjmy (důchody). Ty daní stát, jenž na oplátku poskytuje domácnostem služby, které by pro firmy nebyly výdělečné. Část důchodu, kterou domácnosti neutratí na trhu se zbožím a službami, odvádí do finančního systému v podobě vkladu či investice. Tyto prostředky pak finanční systém poskytuje ostatním subjektům k navýšení jejich produkce a k poskytnuté částce si účtuje úrok. Firmy díky výrobním faktorům generují kapitálové statky a zisk. I ten je daněn státem. Zahraničí v systému funguje jako dovozce a vývozce zboží či kapitálu.
Na základě toho, do jaké míry se na chodu ekonomického systému podílí soukromé osoby (tady primárně domácnosti a firmy), státní instituce (ministerstva, úřady apod.) či společenské tradice, lze rozpoznat jeho druh.
Rozhodují-li o dějích v ekonomice hlavně zvyky a staré obyčeje, jedná se o systém zvykový. Pokud vlastní hlavní výrobní faktory jako půdu či práci domácnosti a firmy drží kapitálové statky a mohou svobodně rozhodovat o tom, jak s nimi budou nakládat na trhu výrobních faktorů, hovoříme buď o tržním systému či systému smíšeném. To záleží na tom, jak výrazně se do dění zapojuje i vládní sektor. Pokud je postavení vlády dominantní (má v držení výrobní faktory, kapitálové statky a rozhoduje o jejich použití), jedná se o systém centrálního plánování (popř. příkazový).

## Ekonomické systémy
Každá ekonomika musí pro zajištění svého fungování splnit několik základních úkolů, které lze shrnout do tří otázek:
- co a kolik vyrábět: definice struktury a množství výroby,
- jak vyrábět: stanovení vyrábějícího subjektu, způsobu výroby, určení zdrojů a nástrojů výroby,
- pro koho vyrábět: pravidla, podle kterých dojde k rozdělení produktů mezi spotřebitele.

Vzhledem k tomu, jakým způsobem výše uvedené otázky řeší různé ekonomické systémy, je možné rozeznávat následující významné skupiny:
- zvykový systém: v současnosti existuje už jen u primitivních kultur, ekonomické chování je zde určováno tradicí (zvyklostmi), uplatňován naturální (směnný) obchod,
- centrálně plánovaný systém: v minulosti aplikován v ekonomikách východního bloku a v průběhu 20. století v některých dalších zemích, ekonomika je řízena na základě centrálního plánu, další činnosti jsou určovány plánováním na nižších úrovních, charakteristický je státní (a podnikový) monopol,
- tržní systém: v 19. století částečně uplatňovaný vyspělými (především) evropskými zeměmi, charakteristická je zcela (liberální) neregulovaná ekonomika, na kterou má vliv pouze trh, bez jakýchkoliv zásahů ze strany státu,
- smíšený systém: vychází z tržního systému, zapracovává však možnost zásahů státu, a to v případech, kdy standardní tržní mechanismy selžou, dnes smíšený systém zcela převládá ve vyspělých ekonomikách.

## Ekonomické (hospodářské) sektory
V ekonomice je možné rozeznat[zdroj?] pět sektorů, lišících se druhem ekonomické činnosti:
- primární sektor (prvovýroba) – získání produktů a surovin z přírody a obdělávání půdy (těžba, lesnictví, zemědělství, rybářství),
- sekundární sektor (druhovýroba) – zpracování produktů z prvovýroby a výroba hmotných statků – průmysl,
- terciární sektor (služby) – doprava, zdravotnictví, obchod, školství, kultura a komunální služby,
- kvartérní sektor (znalostní sektor) – věda, výzkum, vysokoškolské vzdělávání, poradenství,
- kvintérní sektor (nejpokročilejší technologie) – high-tech (informační technologie, biotechnologie, nanotechnologie).